# Blanca
Blanca är en kommun i Spanien.  Den ligger i den autonoma regionen Murcia i södra delen av landet, 300 km sydost om huvudstaden Madrid. Antalet invånare är 6 825 (2024). Arean är 87,17 kvadratkilometer. Blanca gränsar till Abarán.